# Waiomoko (fleuve)
Le fleuve Waiomoko (en anglais : Waiomoko River)  est un cours d’eau de la région de Gisborne de  l’ Île du Nord de la Nouvelle-Zélande.

## Géographie
Il s’écoule vers le sud-est pour atteindre la côte de l’Océan Pacifique à 22 km au nord-est de la ville de  Gisborne.